# Jolteon
Jolteon (japanski: サンダース Sandāsu) jedan je od 1025 fiktivnih vrsta Pokémona iz medijske franšize Pokémon, skupa Pokémon videoigara, animiranih serija, manga stripova, knjiga, igraćih karata i drugih medija kojima je tvorac Satoshi Tajiri. Svrha je Jolteona u videoigrama, animiranoj seriji i manga stripovima, kao i svrha ostalih Pokémona, borba s divljim Pokémonima – neukroćenim stvorenjima koje igrači i likovi pronalaze dok kreću na razne avanture – i pripitomljenim Pokémonima drugih Pokémon trenera.

## Etimologijaimena
Jolteonovo ime dolazi od engleske riječi "jolt", što označava brzu kretnju koju većina bića dožive kada ih protrese struja. Sufiks –eon zajednički je za sve evolucije Eeveeja. 
Njegovo japansko ime, Sandāsu, odnosi se na grmljavinu, zvuk koji prati munju. 

## Pokédex podaci
- Pokémon Red/Blue: Sakuplja negativno nabijene čestice iz atmosfere kako bi otpustio udare groma snažne 10000 volta.
- Pokémon Yellow: Razdražljiv i ćudljiv Pokémon koji lako postaje tužan ili ljut. Pri svakoj promjeni raspoloženja, njegovo krzno počinje nakupljati elektricitet.
- Pokémon Gold: Koncentrira slabe električne naboje koje otpuštaju njegove stanice, a zatim otpušta opake udare groma.
- Pokémon Silver: Svaka dlaka na njegovom tijelu stoji uspravno, zašiljena do samog vrha, kada nakupi dovoljno elektriciteta.
- Pokémon Crystal: Negativno nabijene čestice koje se nakupljaju u njegovom krznu stalno otpuštaju iskričav zvuk.
- Pokémon Ruby/Sapphire: Jolteonove stanice stvaraju niske razine elektriciteta. Ova moć osnažena je statičkim elektricitetom u njegovom krznu, što Pokémonu dopušta otpuštanje udara groma. Njegovo nakostriješeno krzno sačinjeno je od elektricitetom nabijenih igala.
- Pokémon Emerald: Njegove stanice stvaraju slabu moć koja je kasnije oajačana statičkim elektricitetom njegova krzna što mu dopušta otpuštanje udara groma. Nakostriješeno krzno na njegovom tijelu sačinjeno je od elektricitetom nabijenih igala.
- Pokémon FireRed: Ako je gnjevan ili uplašen, krzno na njegovom tijelu nakostriješi se poput oštrih igala kojima probada protivnika.
- Pokémon LeafGreen: Sakuplja negativno nabijene čestice iz atmosfere kako bi otpustio udare groma snažne 10000 volta.
- Pokémon Diamond/Pearl: Kontrolira elektricitet snažan 10.000 volta i sposoban je podići dlake svoga krzna poput zašiljenih igala.
- Pokemon Black/White: Ako je iznerviran, koristi elektricitet da izravna krzno te ga ispaljiva u malim količinama.
- Pokemon Black 2/White 2: Sakupljajući elektricitet u svome tijelu, može ispaliti svoje krzno kao skupinu projektila.
- Pokemon X/Y : Svaka dlaka se naoštri ako se nabije elektricitetom. Skuplja negativne ione iz atmosfere te izbacuje gromove od 10.000 V.
- Pokemon Omega Ruby/Alpha Sapphire: Jolteonove stanice akumuliraju malu količinu elektriciteta koji se pojačava sa statičkim elektricitetom krzna, time omogućava izbacivanje naboja od preko 10.000 V. Krzno je sačinjeno od električki nabijenih igala.
- Pokemon Sun/Moon: Izbacuju gromove od 10.000 V, pa je jako teško prići Jolteonima. Treba paziti kada nakostriješi krzno jer tada je spreman za izbacivanje gromova od 10.000 V.
- Pokemon Ultra Sun/Ultra Moon: U plućima imaju organ koji stvara elektricitet. Čuje se zvuk struje kada izdišu. U borbi, krzno nabije strujom koje se potom nakostriješi i postane čvrsto poput iglica. Nakon što izmori protivnika dokrajči ga gromom od 10.000 V.
- Pokemon Let's Go Pikachu/Let's Go Eevee: Emocionalan pokemon koji stvara elektricitet promjenom raspoloženja.

## U videoigrama
Jolteon se ne može uhvatiti u divljini ni u jednoj Pokémon igri. Da bi ga se dobilo, igrač mora upotrijebiti Gromoviti kamen na Eeveeju. Zbog toga, Jolteonova dostupnost u igrama izravno ovisi o dostupnosti Eeveeja.
Jolteon ima nevjerojatno visoku Speed statistiku, što ga čini četvrtim najbržim Pokémonom, izjednačen s Aerodactylom, Mewtwoom i Crobatom. Njegove Special Attack i Special Defense statistike također su prilično visoke. Jedan je od najčešće upotrebljavanih Električnih Pokémona u videoigrama.

## Tehnike
| Prirodne tehnike                     | Prirodne tehnike | Prirodne tehnike |
| ------------------------------------ | ---------------- | ---------------- |
| Tehnika                              | Vrsta tehnike    | Razina           |
| Obaranje (Tackle)                    | Normalni         |                  |
| Zamah repom (Tail Whip)              | Normalni         |                  |
| Prijateljska ruka (Helping Hand)     | Normalni         |                  |
| Napad pijeskom (Sand-attack)         | Zemljani         | 8                |
| Gromoviti šok (Thundershock)         | Električni       | 15               |
| Brzi napad (Quick Attack)            | Normalni         | 22               |
| Dvostruki udarac (Double Kick)       | Borbeni          | 29               |
| Streličasti projektil (Pin Missile)  | Buba             | 36               |
| Gromoviti očnjak (Thunder Fang)      | Električni       | 43               |
| Posljednje pribježište (Last Resort) | Normalni         | 50               |
| Gromoviti val (Thunder Wave)         | Električni       | 57               |
| Okretnost (Agility)                  | Psihički         | 64               |
| Grom (Thunder)                       | Električni       | 71               |
| Pražnjenje (Discharge)               | Električni       | 78               |

## Statistike
| HP:      | 65  |  |
| Attack:  | 65  |  |
| Defense: | 60  |  |
| Special: | 110 |  |
| SpAtk:   | 110 |  |
| SpDef:   | 95  |  |
| Speed:   | 130 |  |

Statistika Special korištena je samo tijekom prve generacije; kasnije je podijeljenja na Special Attack i Special Defense statistike.

## U animiranoj seriji
Prvo pojavljivanje Jolteona u Pokémon animiranoj seriji bilo je u 40. epizodi. U ovoj epizodi, Ash i društvo nailazi na obitelj od četvero braće, od kojih svi imaju (ili su imali) Eeveeja. Troje od četvero braće razvili su svoje Eeveeje u Flareona, Jolteona i Vaporeona, i nagovaraju najmlađeg brata Mikeyja da i on razvije svog Eeveeja. Ono što ne primjećuju jest to da on ne želi razviti svog Eeveeja jer ga voli ovakvog kakav jest. Doduše, kada Tim Raketa ukrade sve Pokémone, Mikey dokaže svojoj braći da njegov Eevee ne treba evoluirati jer sam pobijedi Tim Raketa kada Pokémoni njegove braće nisu uspjeli.
U epizodi 56, Ash i njegovi prijatelji sudjeluju na Ispitu za Pristup u Pokémon ligi, dio čega je borba s Pokémonima koji se biraju nasumice (trener ne smije koristiti svoje Pokémone).
Ash na kraju koristi Arboka protiv Jolteona. Arbokov napad Omatanja (Wrap) biva zaustavljen Jolteonovim bodljikavim krznom, i Pokémon-zmija biva onesviještena s Jolteonovim Gromom (Thunder).
Rančer, koji koristi Magnemite kako bi mu skupljali elektricitet iz oluja u epizodi 103, ima Jolteona kojega koristi kao ovčarskog psa za Magnemite.
U epizodi 185, obitelj od petoro sestara iz grada Ecruteaka (kao i Braća Eevee iz epizode 40) trenerice su različitih evolucija Eeveeja, uključujući Vaporeona, Jolteona, Flareona i Umbreona. Jolteon pomaže u borbi protiv Tima Raketa, a kasnije se bori protiv Ashova Pikachua i izgubi. Sestre se ponovo pojavljuju u epizodi 228 te Tim Raketa ponovo pokuša ukrasti njihove Pokémone, no bivaju spašeni od Asha i Sakurina Espeona.
Jolteon je imao još nekoliko manjih pojavljivanja u seriji te jedno kraće pojavljivanje u drugom Pokémon filmu.